# Norbert Kerckhove
Norbert Kerckhove (Meulebeke, 21 oktober 1932 – aldaar, 4 juli 2006) was een Belgisch wielrenner, die beroepsrenner was tussen 1956 en 1967.

## Wielerloopbaan
In mei 1949 startte hij zijn wielercarrière, toen zijn pa in het ziekenhuis lag. Hij mocht anders pas koersen als hij 55 kg woog. 
1949 : Onderbeginneling : 12 overwinningen
1950 : Onderbeginneling : 15 overwinningen
1950 : Nieuweling : 7 zeges
1951 : Nieuweling : 21 zeges
1951 : Liefhebber : 3 overwinningen (legerdienst 01/12/1951 tot 28/02/1953)
1952 : Liefhebber : 2 overwinningen
1953 : Liefhebber : 5 overwinningen
1954 : Liefhebber : 8 overwinningen, ook deelname aan de Vredeskoers Warschau - Berlijn - Praag
1955 : Liefhebber in maart : 4 overwinningen en het eindklassement in de Ronde van België.
1955 : Onafhankelijke : 9 overwinningen en winnaar regelmatigheidscriterium "Koning der Onafhankelijken"
Vanaf augustus 1955 werd hij profwielrenner.
Voornaamste uitslagen :
1956 : 1e Grote Prijs stad Kortrijk
1957 : 1e Omloop Het Volk, 3e Ronde van Vlaanderen, 3e Kuurne - Brussel - Kuurne, 6e Gent - Wevelgem, 8e Parijs - Roubaix, 1e Ronde van Picardië (2e eindstand), 1e Omloop West-Vlaamse Bergen, 1e Zegelsem, deelnemer Ronde van Frankrijk (10 Belgen)
1958 : 6e Kuurne - Brussel - Kuurne, 7e Parijs - Brussel, 1e Maldegem, 1e Zulte, 1e Dentergem, 4e Kamp v België, 1e Meulebeke
1959 : 9e Waalse Pijl, 1e E3 Prijs Vlaanderen, 1e Deinze, 1e St Andries Brugge, 1e Moeskroen (Kamp van West-Vlaanderen), 1e Deurle, 1e Omloop Mandel-Leie-Schelde
1960 : 1e Ciney - Waregem Dwars door Vlaanderen (2e etappe) , 1e Moeskroen, 1e Lendelede, 5e Parijs - Tours
1961 : 4e Parijs - Roubaix (daags nadien verongelukte zijn 2-jarige zoon Joost), 10e Gent-Wevelgem, 1e Criterium Aalst, 1e Herve, 1e Kortemark
1962 : 6e Omloop Het Volk, 5e Kuurne - Brussel - Kuurne, 1e Diksmuide, 3e Ronde van Vlaanderen, 10e  Luik-Bastenaken-Luik, 1e Brugge - Gent - Brugge, 1e Ninove, 1e  Antwerpen, 1e Zonnebeke, 1e GP Briek Schotte, 1e Omloop van het Houtland
1963 : 6e Kuurne - Brussel - Kuurne, 7e Parijs - Brussel, 3e Nokere Koerse, 1e Omloop Mandel-Leie-Schelde, 1e Zwevegem, 1e Ledegem, 7e Parijs - Tours
1964 : 8e Kuurne - Brussel - Kuurne, 2e E3 Prijs Vlaanderen, 1e GP Jef Scherens, 1e St Andries Brugge, 1e Waasmunster, 1e Eke, 1e Heule
1965 : 7e Kuurne - Brussel - Kuurne, 9e Gent - Wevelgem, 1e in 2e etappe Ronde van Nederland, 1e Aartrijke, 1e Wingene
1966 : 3e Kuurne - Brussel - Kuurne, 1e Bellegem, 1e Beernem
1967 : 1e Wattrelos
Norbert Kerckhove werd vaak met de roepnaam 'Schotje' aangesproken. Dat kwam omdat hij als kind al hevig supporter van Briek Schotte was, en zijn positie op de fiets deed ook aan Briek denken.
Overwinningen (52 als beroepsrenner) : 
1957
- Omloop Het Volk

1959
- E3 Prijs Vlaanderen

1960
- 2e etappe Dwars door Vlaanderen

1962
- GP Briek Schotte
- Omloop van het Houtland

1963
- Omloop Mandel-Leie-Schelde

1964
- GP Jef Scherens

1965
- 2e etappe Ronde van Nederland

## Resultaten in voornaamste wedstrijden
| Jaar | Ronde van Italië | Ronde van Frankrijk | Ronde van Spanje |
| ---- | ---------------- | ------------------- | ---------------- |
| 1956 |                  |                     | opgave           |
| 1957 |                  | opgave              |                  |
| 1958 |                  |                     | opgave           |
| 1959 |                  |                     |                  |
| 1960 | opgave           |                     |                  |
| 1961 |                  |                     |                  |
| 1962 |                  |                     |                  |
| 1963 |                  |                     |                  |
| 1964 |                  |                     |                  |
| 1965 |                  |                     |                  |
| 1966 |                  |                     |                  |
| 1967 |                  |                     |                  |

| Jaar | Milaan-San Remo | Gent-Wevelgem | Ronde van Vlaanderen | Parijs-Roubaix | Luik-Bast.‑Luik | Ronde van Lombardije | Parijs-Brussel | Omloop Het Volk | Kuurne-Brussel-Kuurne |
| ---- | --------------- | ------------- | -------------------- | -------------- | --------------- | -------------------- | -------------- | --------------- | --------------------- |
| 1956 |                 | 16e           | 11e                  | 12e            | 36e             |                      | 31e            |                 |                       |
| 1957 |                 | 6e            | ↑                    | 8e             |                 |                      | 14e            | Goud            | ↑                     |
| 1958 |                 |               |                      |                |                 |                      | 7e             | 8e              | 6e                    |
| 1959 | 35e             | 33e           | 23e                  | 18e            |                 | 15e                  | 26e            |                 |                       |
| 1960 | 44e             | 13e           |                      |                |                 |                      | 46e            |                 |                       |
| 1961 |                 | 10e           | 26e                  | 4e             |                 |                      |                | 11e             |                       |
| 1962 |                 | 49e           | ↑                    |                | 10e             |                      | 12e            | 6e              |                       |
| 1963 |                 |               | 15e                  |                |                 |                      | 7e             | 33e             | 6e                    |
| 1964 |                 | 36e           | 16e                  |                |                 |                      | 17e            | 14e             |                       |
| 1965 |                 | 9e            | 12e                  |                |                 |                      | 15e            |                 | 7e                    |
| 1966 |                 |               |                      |                |                 |                      | 55e            | 30e             | Brons                 |
| 1967 |                 |               |                      |                |                 |                      |                | 54e             |                       |